# Moranopteris
Moranopteris, rod pravih paprati (papratnice) iz potporodice Grammitidoideae,. dio porodice Polypodiaceae, red Polypodiales. Kew ovaj rod tretira kao sinonim za Grammitis.
Postoji 32 vrste u tropskoj Americi i jedna na Madagaskaru. Rod je opisan u Taxon 60(4): 1127–1128. 2011.. Tipična je Moranopteris basiattenuata (Jenman) R.Y. Hirai & J. Prado. 

## Vrste
1. Moranopteris achilleifolia (Kaulf.) R.Y.Hirai & J.Prado
2. Moranopteris aphelolepis (C.V.Morton) R.Y.Hirai & J.Prado
3. Moranopteris basiattenuata (Jenman) R.Y.Hirai & J.Prado
4. Moranopteris blepharidea (Copel.) R.Y.Hirai & J.Prado
5. Moranopteris caucana (Hieron.) R.Y.Hirai & J.Prado
6. Moranopteris cookii (Underw. & Maxon) R.Y.Hirai & J.Prado
7. Moranopteris gradata (Baker) R.Y.Hirai & J.Prado
8. Moranopteris grisebachii (Underw. ex C.Chr.) R.Y.Hirai & J.Prado
9. Moranopteris hyalina (Maxon) R.Y.Hirai & J.Prado
10. Moranopteris inaccessa Sundue & Sylvester
11. Moranopteris killipii (Copel.) R.Y.Hirai & J.Prado
12. Moranopteris knowltoniorum (Hodge) R.Y.Hirai & J.Prado
13. Moranopteris liesneri (A.R.Sm.) R.Y.Hirai & J.Prado
14. Moranopteris longisetosa (Hook.) R.Y.Hirai & J.Prado
15. Moranopteris madagascarica Rakotondr. & Parris
16. Moranopteris microlepis (Rosenst.) R.Y.Hirai & J.Prado
17. Moranopteris nana (Fée) R.Y.Hirai & J.Prado
18. Moranopteris nimbata (Jenman) R.Y.Hirai & J.Prado
19. Moranopteris perpusilla (Maxon) R.Y.Hirai & J.Prado
20. Moranopteris plicata (A.R.Sm.) R.Y.Hirai & J.Prado
21. Moranopteris rupicola R.Y.Hirai & J.Prado
22. Moranopteris serricula (Fée) R.Y.Hirai & J.Prado
23. Moranopteris setosa (Kaulf.) R.Y.Hirai & J.Prado
24. Moranopteris setulosa (Rosenst.) A.Rojas
25. Moranopteris sherringii (Baker) R.Y.Hirai & J.Prado
26. Moranopteris simplex R.Y.Hirai & J.Prado
27. Moranopteris steyermarkii A.Rojas
28. Moranopteris taenifolia (Jenman) R.Y.Hirai & J.Prado
29. Moranopteris trichomanoides (Sw.) R.Y.Hirai & J.Prado
30. Moranopteris truncicola (Klotzsch) R.Y.Hirai & J.Prado
31. Moranopteris williamsii (Maxon) R.Y.Hirai & J.Prado
32. Moranopteris zurquina (Copel.) R.Y.Hirai & J.Prado
33. Moranopteris ×bradei (Labiak & F.B.Matos) R.Y.Hirai & J.Prado

## Sinonimi
Nema